# Žetale
Žetale so naselje, središče občine Žetale,v hribovju Haloze. Nahajajo se v vzhodni Sloveniji ob hrvaški meji. Naselje se nahaja v tradicionalni pokrajini Štajerska in spada v Podravsko statistično regijo.
Sestavljajo jih zaselki Cimper, Gater, Grabe, Jamiče, Krd, Krhiče, Ledince, Lešje, Ložine, Marof, Paukon, Podgaj, Reber, Rtiče, Stopnica, Šimperk, Tisovec, Tratnica, Trebež, Trniče, Varvasele in Žetale. Verjetno je, da se je samo slednji zaselek v 15. stoletju imenoval Mihaelova vas in to zaradi cerkve sv. Mihaela. 
V Žetalah je tudi sedež župnije Žetale.

## Gospodarstvo
Prebivalstvo se ukvarja z živinorejo in gozdarstvom, zaposleni pa so v Rogatcu, Rogaški Slatini, Majšperku, Celju in na Ptuju. 

## Zgodovina
Žetale so leta 1957 štele 115 hišnih številk in 673 prebivalcev, leta 1995 pa še le 456 prebivalcev.
Žetale so v listinah prvič omenjene leta 1228. Takrat je plemič Gotschak prodal Žetale Hartridu s Ptuja. Listina je bila last Vurberških gospodov in je sedaj v deželnem arhivu v Gradcu. V starih župnijskih listinah se pojavlja ime naselja Schiltarin. 
Prve omembe krajev pred letom 1500: (prva znana letnica) Žetale 1228, Trniče 1220–1230, Varvasele 1347, Macelj 1400, Jamiče 1400. 
Območje je bilo predmet večkratnih osmanskih vpadov in obstajajo psevdoetimološke trditve, da je vas dobila ime po domnevnem branilcu vasi po imenu Žetal. Pravzaprav ime izhaja iz srednjevisokonemškega Schiltern. Leta 2018 je imela vas Žetale 356 prebivalcev. 

## Prireditve
Praznik kostanja v oktobru je lokalno zelo znan. 15. avgusta, na praznik Marijinega vnebovzetja, ki je dela prost dan v Sloveniji, poteka vsakoletno romanje imenovano Jarmek, kjer romarji hodijo do cerkve Marije Pomočnice, po domače Marijatrošt.

## Znane osebnosti
- Anton Hajšek (1827 – 1907) – rodoljub in izdajatelj Slomškovih spisov
- Jože Topolovec – pisatelj (psevdonim Jože Haložan)